# 17 Hydrae
17 Hydrae är en dubbelstjärna i Vattenormens stjärnbild.
17 Hydrae har visuell magnitud +6,07 och är svagt synlig för blotta ögat vid god seeing. Den befinner sig på ett avstånd av ungefär 290 ljusår.